# Phyllocnistis breynilla
Phyllocnistis breynilla là một loài bướm đêm thuộc họ Gracillariidae, known from Quảng Đông, Trung Quốc.
Ấu trùng ăn Breynia fruticosa, và they mine on the upper side of the plant's leaves.